# Metalmorphosized
Albums de Iron Fire
To the Grave
(2009) Voyage of the Damned
(2012)
Metalmorphosized est le sixième album du groupe de power et speed metal danois Iron Fire, sorti en octobre 2010 sur le label Napalm Records.

## Liste des titres
Toutes les chansons sont écrites et composées par Martin Steene.
| 1.    | Reborn to Darkness             | 5:09 |
| 2.    | Nightmare                      | 3:48 |
| 3.    | Still Alive                    | 5:05 |
| 4.    | Back in the Pit                | 3:30 |
| 5.    | The Underworld                 | 6:30 |
| 6.    | Crossroad                      | 4:28 |
| 7.    | Riding Through Hell            | 3:17 |
| 8.    | Left for Dead                  | 4:11 |
| 9.    | The Graveyard                  | 3:44 |
| 10.   | My Awakening                   | 4:26 |
| 11.   | Drowning in Blood              | 3:57 |
| 12.   | The Phantom Symphony           | 9:44 |
|       | Titres bonus - Édition limitée |      |
| 13.   | Afterlife                      | 4:40 |
| 14.   | Crossroad (orchestral version) | 4:11 |
| 66:40 |                                |      |

## Membres du groupe
- Martin Steene : chant
- Kirk Backarach : guitare, claviers
- Martin Lund : basse
- Fritz Wagner : batterie